# Nuottasaari
Nuottasaari (en finnois : Nuottasaaren kaupunginosa) est  un  quartier du district de Nuottasaari de la ville d'Oulu en Finlande.

## Description
Nuottasaari est principalement une zone industrielle dominée par l’usine de pâtes à papiers Stora Enso. Les ports Oritkari et Nuottasaari composantes du port d'Oulu sont situés dans le quartier. 
Il y a un petit quartier résidentiel le long des rues Niilontie et Aleksanterinkatu près du centre, dans la partie nord-est du quartier. Il ne compte que 373 habitants (31.12.2018).

## Galerie

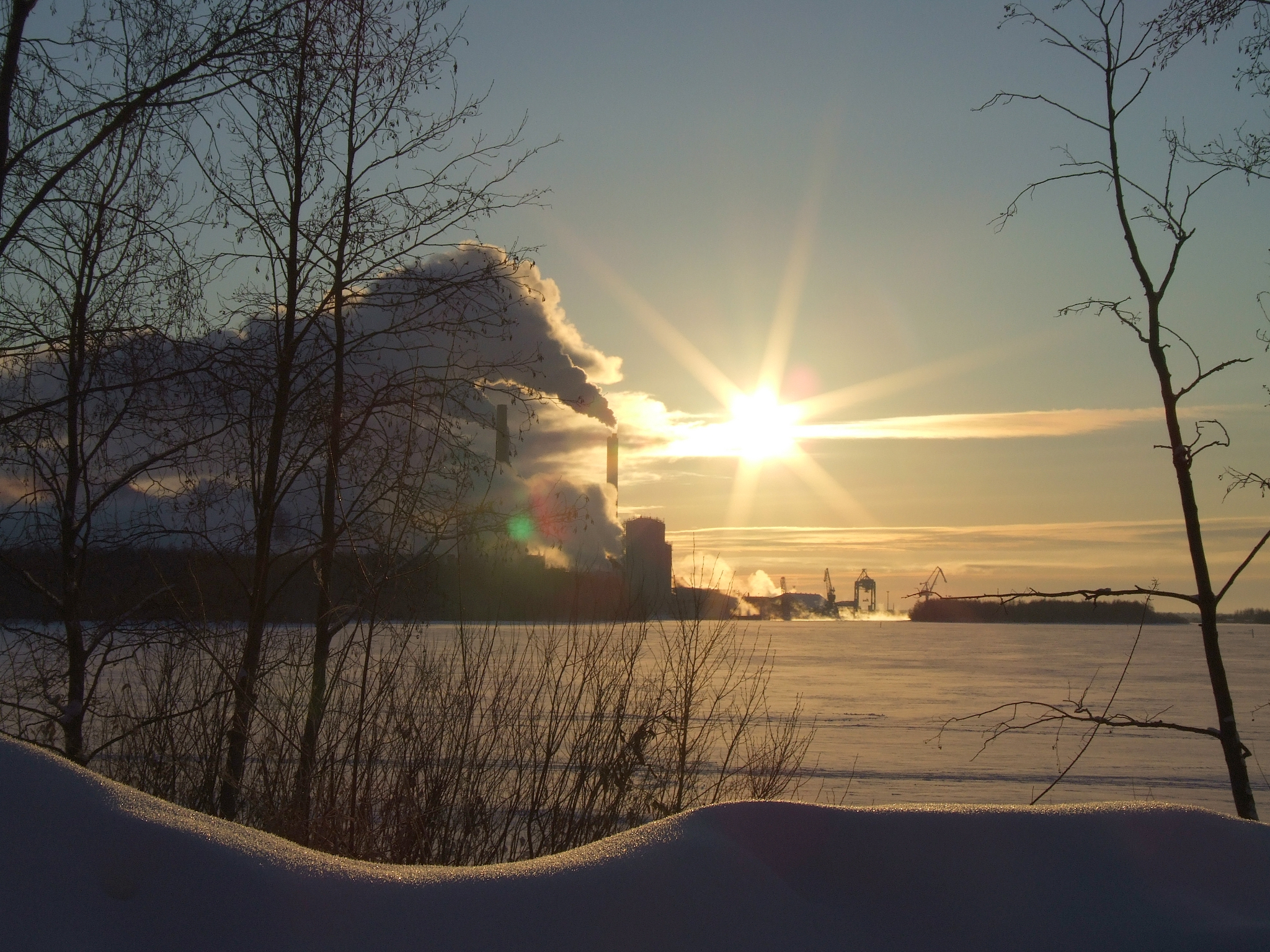
Papeterie de Stora Enso et le port de Nuottasaari.
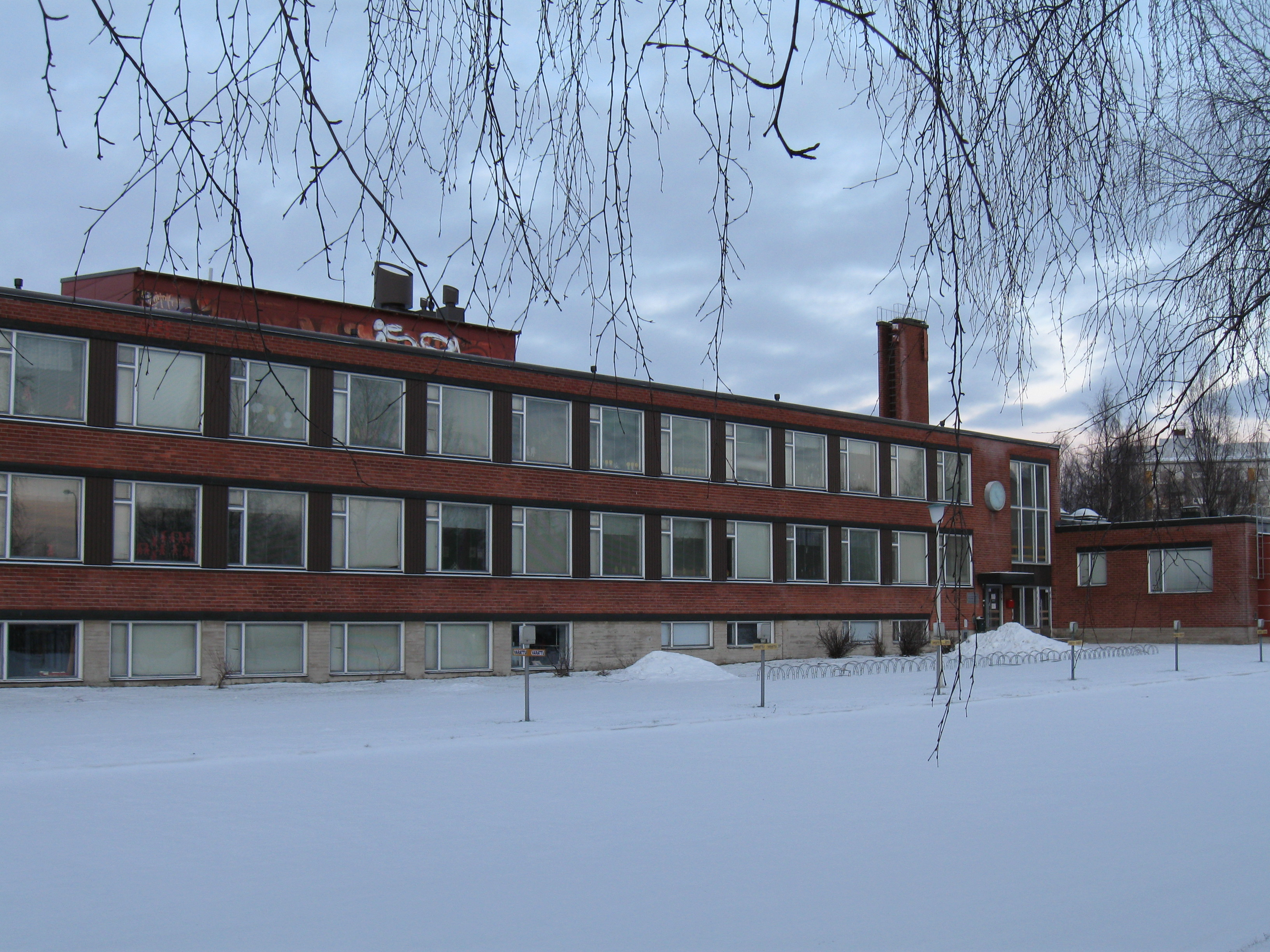
École de Nuottasaari.
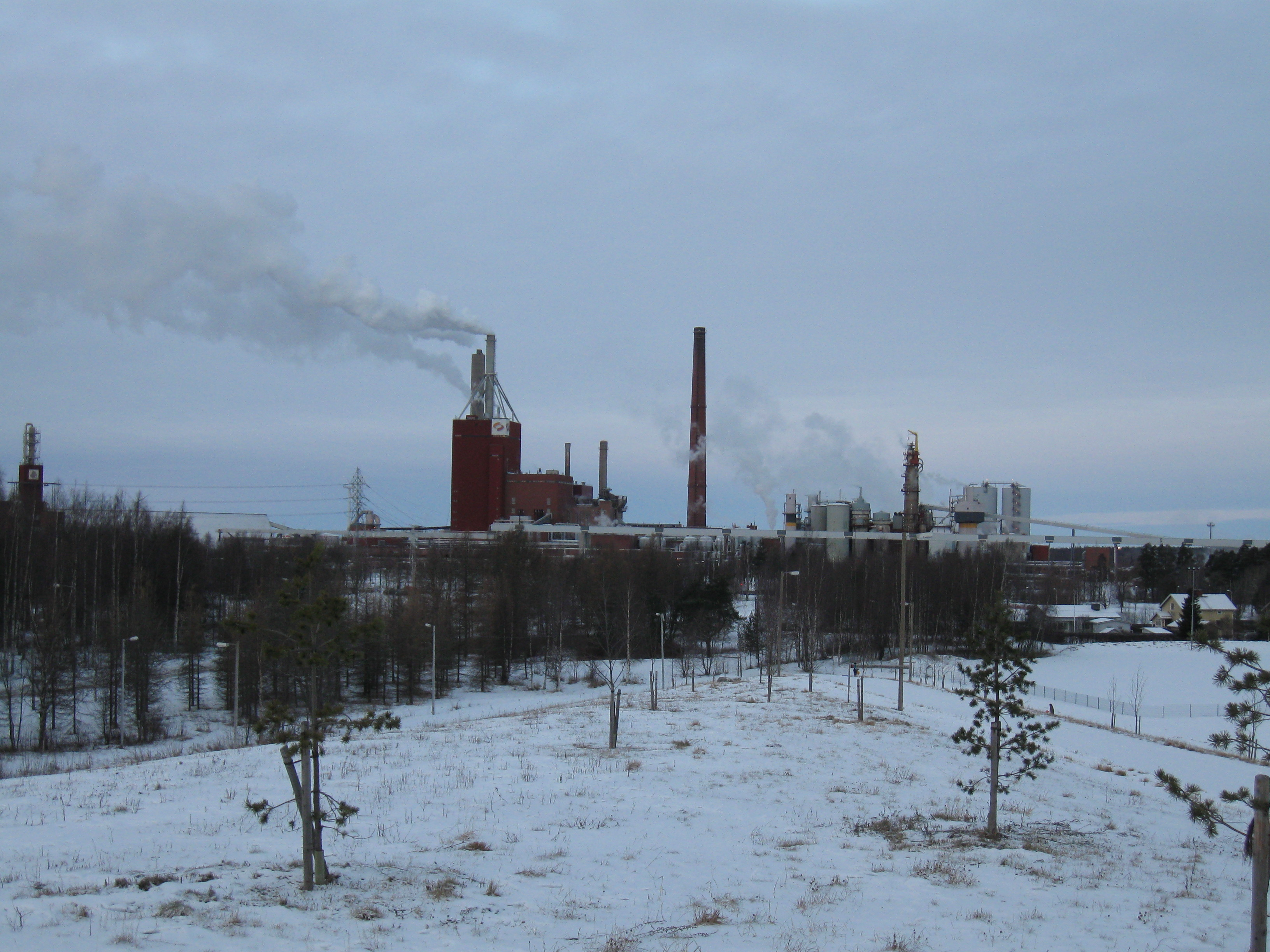
Zone de Stora Enso vue de la colinne Heinäpää.
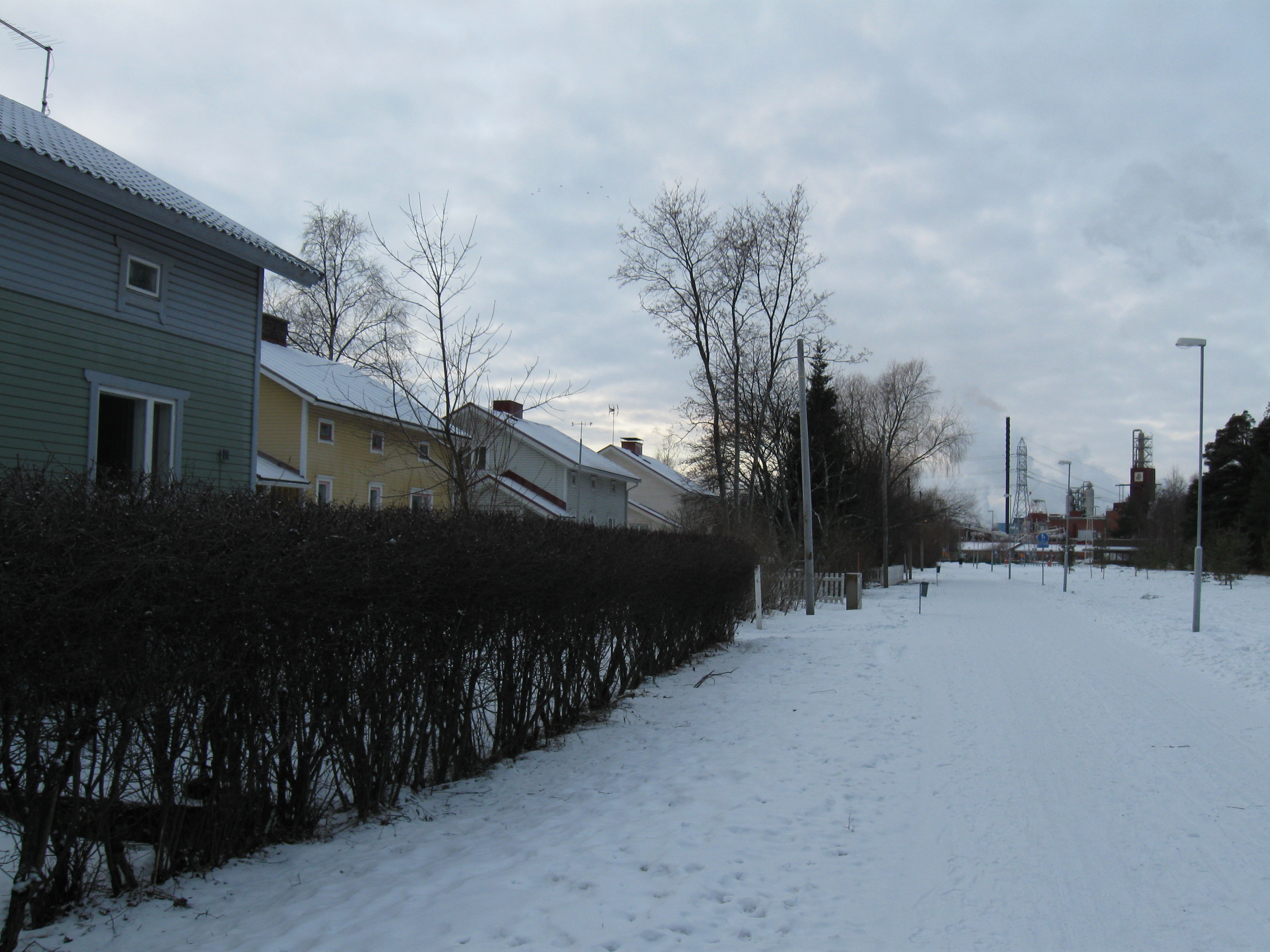
Rue Nuottasaarenkatu.